# نادي النهضة (السعودية)
نادي النهضة السعودي لكرة القدم  هو ناد كرة قدم سعودي محترف،  تأسس في عام 1949م، مقرهُ مدينة الدمام شرق السعودية،

## تأسيس النادي
تأسس نادي النهضة السعودي ما بين عامي 1948و 1949م ، وكانت بداية التأسيس عندما لعب عبد الكريم السلمي مؤسس النهضة بالدمام عام 1940و 1942بنادي الهلال بالخبر ومعه عبد الرحمن السلمي وحدث انقسام بين لاعبيه وحدث سوء تفاهم وخرج منه مجموعة لاعبين وأسسوا فريقا آخر هو النهضة بالخبر ومنهم عبد العزيز المزروع وسليمان القصيبي والميبر وخالد الدوسري وعبد المحسن الضويحي
وفي عام 1948 غادر عبد الكريم السلمي الخبر متوجها إلى الدمام ولم يفضل السلمي ان ينضم إلى فريق الاتفاق خاصة وانه كان مسئولا بفريق النهضة بالخبر اجتمع وقتها مع بعض أصحابه وهم إبراهيم شريدة وجمعان بن هلال وراشد بوحميد وخليفة جاسم الدوسري الملقب بخليفة الجيب وسعد شريدة وسلطان أبو مجيد ودعيج سلمان الدوسري واحمد الدعيج وأسسوا فريق النار وكان مقره خلف خفر السواحل غرب حي الدواسر وبجوار شركة الكهرباء
أما الاجتماعات للفريق فكانت تقام بمنزل عبد الكريم السلمي في قبلة شارع 18 وبحكم انه جديد كان لابد من جهود ودعم عند تأسيسه ثم طلب من عبد الرزاق بن حمد الدوسري رئيس فريق البرق بالدمام حيث ذهب إليه السلمي طالبا منه الرئاسة لدمج الفريقين والعمل معه إلا أن عبد الرزاق اعتذر بتقدير شديد لان لديه فريقا ولا يريد ان يتركه ولكن لم تنقطع محاولات السلمي وأمام الحاجة تم توجيه دعوة إلى عبد الرزاق عام 1371هـ للحضور إلى منزله وقبل الدعوة وحضر الدوسري لمنزل السلمي وفوجئ بوجود لاعبي وجمهور البرق موجودين بدون أي ترتيبات مسبقة بعدها ألقى عبد الكريم كلمته وأعلن فيها تنازله عن رئاسة النهضة لعبد الرزاق بن حمد الدوسري الذي فوجئ ان لاعبي البرق جميعهم قد صفقوا لهذا الاقتراح ومتخلين عن فريقهم وداعين رئيسهم ليكون رئيسا للنهضة وقد سافر الفريق إلى البحرين عام 1372 أي بعد عام واحد ليلعب هناك مباراة واحدة.

## الإدارات المتعاقبة

شعار نادي النهضة الذي يُستخدم في الألعاب الرياضية الأخرى

على مدى 60 عاما مضت ترأس نادي النهضة عدد كبير من الشخصيات الرياضية بداية بمؤسس النادي عبد الكريم السلمي عـام 1369هـ، وحتى وقتنا الحالي برئاسة الاستاذ حسن القحطاني، ورؤساء نادي النهضة منذ تأسيسه هم:
| م  | رئيس النادي                                  | ملاحظات              |
| -- | -------------------------------------------- | -------------------- |
| 1  | عبد الكريم السلمي                            | مؤسس النادي عام 1369 |
| 2  | الشيخ فيصل الشهيل                            | --                   |
| 3  | عبد الرزاق بن حمد الدوسري                    | --                   |
| 4  | عبد الكريم العيسوي                           | --                   |
| 5  | حسن نصير                                     | --                   |
| 6  | ناصر السنيد                                  | --                   |
| 7  | عبد الله المغلوث                             | --                   |
| 8  | فهد الحواس                                   | --                   |
| 9  | عبد الله الرزيحان                            | --                   |
| 10 | محمد بلال الحبشي                             | --                   |
| 11 | فهد عبد الله السنيد                          | --                   |
| 12 | فهد زامل الحازمي                             | --                   |
| 13 | حمد العلي                                    | --                   |
| 14 | اللواء حمد المعيبد                           | --                   |
| 15 | صالح ضاوي الحربي                             | --                   |
| 16 | صاحب السمو الملكي الأمير خالد بن فهد بن ناصر | --                   |
| 17 | الأمير عبد الله بن سعد                       | --                   |
| 18 | عصام المعيبد                                 | --                   |
| 19 | د. مبارك عبد الله الدوسري                    | --                   |
| 20 | معالي الشيخ فيصل بن محمد الشهيل              | --                   |
| 21 | الاستاذ حسن القحطاني                         | --                   |
| 22 | لطفي الدوسري                                 | --                   |
| 23 | طارق الحبيشي                                 | --                   |

## لاعبي الفريق
مصدر
ملاحظة: تشير الأعلام إلى المنتخب بحسب قواعد الأهلية المعتمدة من قبل الفيفا؛ تنطبق بعض الاستثناءات المحدودة. وقد يحمل اللاعبون أكثر من جنسية لا تعترف بها الفيفا.
| الرقم | البلد    | المركز | اللاعب             |
| ----- | -------- | ------ | ------------------ |
| 1     | السعودية | حارس   | ماجد السنان        |
| 3     | السعودية | مدافع  | مشعل السعود        |
| 4     | السعودية | مدافع  | حاتم بلال          |
| 5     | البرازيل | مدافع  | كارلوس هنريكي      |
| 6     | السعودية | وسط    | حمود القرني        |
| 7     | السعودية | مدافع  | عمر الناجم         |
| 8     | السعودية | وسط    | حسين الشيخ         |
| 9     | البرازيل | مهاجم  | باتريك كارفاليو    |
| 10    | السعودية | مهاجم  | مشاري الجريبي      |
| 11    | تونس     | وسط    | فهمي قاسم          |
| 12    | السعودية | مدافع  | سالم الحمدان       |
| 13    | السعودية | مدافع  | عبد العزيز المرحبي |
| 14    | السعودية | وسط    | مسفر النجراني      |

| الرقم | البلد    | المركز | اللاعب             |
| ----- | -------- | ------ | ------------------ |
| 15    | السعودية | وسط    | فواز القرني        |
| 16    | السعودية | مدافع  | فارس المولد        |
| 17    | السعودية | مهاجم  | عبد العزيز المطير  |
| 18    | السعودية | مدافع  | عبد العزيز جحاف    |
| 20    | السعودية | مهاجم  | فهد التركي         |
| 21    | السعودية | حارس   | عامر البخيت        |
| 22    | السعودية | حارس   | عبد المجيد الثنيان |
| 23    | السعودية | مهاجم  | ياسر دريبي         |
| 24    | السعودية | وسط    | عزام الحمدان       |
| 28    | السعودية | وسط    | فواز العنزي        |
| 29    | السعودية | وسط    | أحمد الجمعان       |
| 77    | السعودية | وسط    | جهاد الزويد        |
| 88    | السعودية | وسط    | مجتبى الشقاق       |

## نجوم في ذاكرة نادي النهضة
يأتي في مقدمة هؤلاء النجوم الحارس العملاق خالدين  والقائد محمد الزوري - والد عبد الله الزوري الذي يلعب في فريق الهلال- وعيسى حمدان ومطر الجوهر ومقبل الدنيني ولاعب الوسط فهد المرجان وخالد المهيزعي وخالد الفهيد وعبد الله العزمان وعبد العزيز العشبان وماجد الهملان وأبناء الغدير إبراهيم ويوسف، وناصر المنصور وشبيب طرجم بالإضافة إلى لاعبين شباب خلفوا الجيل الجميل ومنهم: عبد الله سعدالشهري ماجد الهملان ناصر بلال جمال الفهيد نافع الشمري عبد العزيز الحميني نواف حمد جاسم الشعبان يعقوب السعدون ممدوح الدنيني نايف الدنيني وبدر الشامسي وفؤاد السليم عادل الجنون وصايب الأطرش وحارس المرمى جمال الدوسري وكذلك بعض الأسماء اللامعة مثل المدرب الوطني احمد سعد والذي يعتبر أحد أبرز الأسماء التدريبية التي أنجبتهم النهضة.
لعب نادي النهضة في الدوري الممتاز لكرة القدم ما يقارب 26 سنة قبل هبوطه في عام 1991م